# Ilja Gringol'c
Ilja Gringol'c, in russo Илья Александрович Грингольц? (Leningrado, 2 luglio 1982), è un violinista russo.

## Biografia
Ha iniziato a studiare il violino con Tat'jana Liberova e composizione con Žanneta Metallidi nella sua città natale. Ha proseguito gli studi con Dorothy DeLay e Itzhak Perlman presso la Juilliard School di New York per 3 anni. 
Tra il 1992 e il 1998 ha partecipato ad una serie di concorsi internazionali: nel 1994 ha vinto il 1º premio all’International Youth Competition di San Pietroburgo; nel 1995 ha vinto il 6º premio al Yehudi Menuhin International Competition for Young Violinists; ed infine nel 1998 il 1º premio al Concorso internazionale Niccolò Paganini di Genova.
Ha esordito come solista nel 1993 con l'Orchestra Filarmonica di San Pietroburgo diretta da Jurij Temirkanov e nel 1999 ha debuttato con un recital all'Auditorium del Louvre a Parigi. 
In ambito cameristico ha collaborato, tra gli altri, con Jurij Bašmet, Lynn Harrell, Diemut Poppen, Vladimir Mendelssohn e Itamar Golan. Il suo repertorio spazia dalla musica barocca a quella del Novecento; negli ultimi anni ha iniziato a dedicarsi alla musica contemporanea. Ha realizzato diverse registrazioni per le etichette Orchid Classics, Onyx, Deutsche Grammophon, Hyperion e Bis. Nel 2006 ottiene il “Gramophone Award for Chamber Music” per la registrazione del Quintetto di Sergej Taneev.
Gringol'c suona il violino Antonio Stradivari “ex Kiesewetter” del 1723c., prestatogli dalla “Stradivari Society” di Chicago.